# Seznam hor a kopců v okrese Plzeň-jih
Abecední seznam pojmenovaných vrcholů (hor a kopců) v okrese Plzeň-jih.
Na území okresu zasahují geomorfologické celky (v závorce uvedeny podcelky):
- Blatenská pahorkatina (Horažďovická pahorkatina, Nepomucká vrchovina)
- Brdská vrchovina (Brdy)
- Plaská pahorkatina (Plzeňská kotlina, Stříbrská pahorkatina)
- Švihovská vrchovina (Merklínská pahorkatina, Radyňská pahorkatina)

| Vrchol                        | Nadmořská výška (m) | Souřadnice                       | Podcelek                 | Poloha                             | Ref.              |
| ----------------------------- | ------------------- | -------------------------------- | ------------------------ | ---------------------------------- | ----------------- |
| Bobek                         | 399,4               | 49°36′18″ s. š., 13°6′28″ v. d.  | Merklínská pahorkatina   | severně od Holýšova                |                   |
| Borovská hora (Hora)          | 460,8               | 49°31′28″ s. š., 13°18′49″ v. d. | Radyňská pahorkatina     | jižně od Nezdic                    | [ 1 ] [ 2 ]       |
| Boušov                        | 475,6               | 49°36′29″ s. š., 13°2′42″ v. d.  | Stříbrská pahorkatina    | severně od Všekar                  |                   |
| Březník                       | 429,5               | 49°32′47″ s. š., 13°20′37″ v. d. | Radyňská pahorkatina     | západně od Radkovic                |                   |
| Březový vrch                  | 391,2               | 49°40′23″ s. š., 13°19′23″ v. d. | Radyňská pahorkatina     | jižně od Lhoty                     |                   |
| Buč                           | 616,5               | 49°30′37″ s. š., 13°28′36″ v. d. | Radyňská pahorkatina     | severovýchodně od Březí            |                   |
| Buková (Buková hora)          | 599,9               | 49°25′39″ s. š., 13°37′53″ v. d. | Nepomucká vrchovina      | jihovýchodně od Nekvasov           | [ 1 ] [ 2 ]       |
| Buková hora                   | 650,8               | 49°31′56″ s. š., 13°33′2″ v. d.  | Radyňská pahorkatina     | severovýchodně od Měcholup         |                   |
| Bukový vrch                   | 624,7               | 49°26′45″ s. š., 13°40′ v. d.    | Nepomucká vrchovina      | jihozápadně od Kotouně             |                   |
| Čárky                         | 597,5               | 49°25′30″ s. š., 13°37′52″ v. d. | Nepomucká vrchovina      | jihovýchodně od Nekvasov           |                   |
| Čelákovská hora               | 447,5               | 49°34′48″ s. š., 13°9′22″ v. d.  | Merklínská pahorkatina   | západně od Zemětic                 |                   |
| Černý les                     | 542,1               | 49°31′57″ s. š., 13°21′50″ v. d. | Radyňská pahorkatina     | jihovýchodně od Zálesí             |                   |
| Černý vrch                    | 486,3               | 49°33′57″ s. š., 13°13′38″ v. d. | Merklínská pahorkatina   | jihozápadně od Soběkur             |                   |
| Čihadlo                       | 628,6               | 49°27′10″ s. š., 13°43′3″ v. d.  | Nepomucká vrchovina      | západně od Polánky                 |                   |
| Čihadlo                       | 600,8               | 49°26′40″ s. š., 13°37′45″ v. d. | Nepomucká vrchovina      | severozápadně od Chlumů            | [ 1 ] [ 2 ]       |
| Čihátka                       | 616                 | 49°30′28″ s. š., 13°28′8″ v. d.  | Radyňská pahorkatina     | severně od Březí                   | [ 2 ] [ 3 ]       |
| Dědinná hora (Dědina)         | 531,2               | 49°26′13″ s. š., 13°46′8″ v. d.  | Horažďovická pahorkatina | jihovýchodně od Hradiště           | [ 1 ] [ 3 ] [ 2 ] |
| Dobšovka                      | 494,6               | 49°37′54″ s. š., 13°34′55″ v. d. | Radyňská pahorkatina     | západně od Lipnice                 |                   |
| Dubí                          | 503,6               | 49°34′46″ s. š., 13°31′0″ v. d.  | Radyňská pahorkatina     | západně od Blovic                  |                   |
| Dubí                          | 488,4               | 49°31′46″ s. š., 13°14′28″ v. d. | Merklínská pahorkatina   | jihozápadně od Roupova             |                   |
| Dus                           | 582,6               | 49°31′1″ s. š., 13°31′2″ v. d.   | Radyňská pahorkatina     | jihovýchodně od Jarova             |                   |
| Dvanáctka                     | 474,8               | 49°37′14″ s. š., 13°1′13″ v. d.  | Stříbrská pahorkatina    | jihovýchodně od Hradišťan          |                   |
| Háj                           | 575,5               | 49°31′19″ s. š., 13°40′50″ v. d. | Radyňská pahorkatina     | severozápadně od Měrčína           |                   |
| Hájek                         | 575,1               | 49°38′12″ s. š., 13°40′24″ v. d. | Radyňská pahorkatina     | severozápadně od Číčova            |                   |
| Hájek                         | 587,6               | 49°33′19″ s. š., 13°25′33″ v. d. | Radyňská pahorkatina     | jihozápadně od Libákovic           |                   |
| Hájek                         | 449,9               | 49°32′22″ s. š., 13°13′41″ v. d. | Merklínská pahorkatina   | jihovýchodně od Otěšic             |                   |
| Hájsko                        | 523,5               | 49°36′36″ s. š., 13°24′4″ v. d.  | Radyňská pahorkatina     | severozápadně od Hájí              |                   |
| Harný                         | 554,9               | 49°27′45″ s. š., 13°31′31″ v. d. | Nepomucká vrchovina      | jihozápadně od Nové Vsi u Nepomuka |                   |
| Hárný                         | 518,6               | 49°27′25″ s. š., 13°31′11″ v. d. | Nepomucká vrchovina      | severovýchodně od Klikařova        |                   |
| Hlavy                         | 487,5               | 49°38′18″ s. š., 13°26′23″ v. d. | Radyňská pahorkatina     | severovýchodně od Nebílov          |                   |
| Holý Zlín                     | 385,8               | 49°36′16″ s. š., 13°21′43″ v. d. | Radyňská pahorkatina     | jihovýchodně od Lišic              |                   |
| Holý vrch                     | 564,5               | 49°25′45″ s. š., 13°42′41″ v. d. | Nepomucká vrchovina      | jižně od Řesanice                  |                   |
| Holý vrch                     | 467,1               | 49°34′55″ s. š., 13°13′18″ v. d. | Merklínská pahorkatina   | severozápadně od Soběkur           |                   |
| Holý vrch                     | 568,7               | 49°30′20″ s. š., 13°24′18″ v. d. | Radyňská pahorkatina     | jihozápadně od Týniště             |                   |
| Holý vrch                     | 498,0               | 49°31′48″ s. š., 13°15′35″ v. d. | Merklínská pahorkatina   | severozápadně od Vřeskovic         |                   |
| Homole                        | 542,4               | 49°36′56″ s. š., 13°39′55″ v. d. | Brdy                     | severovýchodně od Hořehled         |                   |
| Hora                          | 536,6               | 49°26′36″ s. š., 13°29′0″ v. d.  | Nepomucká vrchovina      | jižně od Radochov                  |                   |
| Hora                          | 480                 | 49°31′9″ s. š., 13°10′40″ v. d.  | Merklínská pahorkatina   | jihozápadně od Ptenína             |                   |
| Hora                          | 436                 | 49°34′45″ s. š., 13°3′15″ v. d.  | Stříbrská pahorkatina    | jihovýchodně od Štichova           |                   |
| Hora                          | 638                 | 49°34′19″ s. š., 13°38′54″ v. d. | Radyňská pahorkatina     | jižně od Nechanic                  |                   |
| Horní ptačí vrch              | 456,6               | 49°36′45″ s. š., 13°11′45″ v. d. | Merklínská pahorkatina   | severovýchodně od Líšiny           |                   |
| Hořice                        | 571                 | 49°27′55″ s. š., 13°41′41″ v. d. | Nepomucká vrchovina      | východně od Životic                | [ 1 ] [ 2 ]       |
| Hořina                        | 408,1               | 49°37′10″ s. š., 13°5′20″ v. d.  | Stříbrská pahorkatina    | jihovýchodně od Honezovic          | [ 1 ] [ 2 ]       |
| Hrádek                        | 519,5               | 49°27′14″ s. š., 13°30′34″ v. d. | Nepomucká vrchovina      | severně od Klikařova               |                   |
| Hromadnice                    | 615,7               | 49°35′4″ s. š., 13°38′ v. d.     | Radyňská pahorkatina     | severozápadně od Nechanic          | [ 2 ]             |
| Hřebenec                      | 627,1               | 49°33′ s. š., 13°38′1″ v. d.     | Radyňská pahorkatina     | jihozápadně od Přešína             |                   |
| Hujáb                         | 411,7               | 49°38′28″ s. š., 13°18′53″ v. d. | Radyňská pahorkatina     | severně od Chlumčan                |                   |
| Hůrka                         | 536,5               | 49°29′26″ s. š., 13°31′44″ v. d. | Radyňská pahorkatina     | jihozápadně od Novotníků           |                   |
| Hůrka                         | 562,3               | 49°29′52″ s. š., 13°28′20″ v. d. | Radyňská pahorkatina     | jihovýchodně od Březí              |                   |
| Hůrka                         | 489,6               | 49°33′26″ s. š., 13°23′41″ v. d. | Radyňská pahorkatina     | severně od Dolců                   |                   |
| Hůrka                         | 370,5               | 49°36′51″ s. š., 13°10′3″ v. d.  | Merklínská pahorkatina   | jižně od Lelova                    |                   |
| Hůrka                         | 432,5               | 49°36′4″ s. š., 13°9′3″ v. d.    | Merklínská pahorkatina   | západně od Líšiny                  |                   |
| Hůrka                         | 425,9               | 49°36′24″ s. š., 13°16′13″ v. d. | Plzeňská kotlina         | východně od Dnešic                 |                   |
| Hůrka                         | 480,0               | 49°34′18″ s. š., 13°15′53″ v. d. | Merklínská pahorkatina   | jihozápadně od Oplotu              |                   |
| Hůrka                         | 395,2               | 49°40′50″ s. š., 13°20′12″ v. d. | Radyňská pahorkatina     | severozápadně od Šlovic            |                   |
| Hůrka                         | 531,1               | 49°27′53″ s. š., 13°29′28″ v. d. | Nepomucká vrchovina      | jihovýchodně od Čepince            |                   |
| Hůrka                         | 547,9               | 49°27′40″ s. š., 13°27′15″ v. d. | Nepomucká vrchovina      | západně od Partoltic               |                   |
| Hůrky                         | 588,1               | 49°31′2″ s. š., 13°44′22″ v. d.  | Radyňská pahorkatina     | jihozápadně od Starého Smolivce    |                   |
| Chlumánek                     | 509,8               | 49°32′54″ s. š., 13°30′41″ v. d. | Radyňská pahorkatina     | západně od Chocenic                |                   |
| Chlumec                       | 534,2               | 49°30′59″ s. š., 13°38′8″ v. d.  | Nepomucká vrchovina      | jižně od Sedliště                  |                   |
| Chocenická velká skála        | 558,6               | 49°32′50″ s. š., 13°32′15″ v. d. | Radyňská pahorkatina     | východně od Chocenic               |                   |
| Chrbina                       | 530,4               | 49°27′28″ s. š., 13°27′48″ v. d. | Nepomucká vrchovina      | západně od Partoltic               |                   |
| Chroustov                     | 589,0               | 49°31′9″ s. š., 13°29′36″ v. d.  | Radyňská pahorkatina     | západně od Jarova                  |                   |
| Jahodový vrch                 | 472,2               | 49°34′59″ s. š., 13°13′47″ v. d. | Merklínská pahorkatina   | severozápadně od Soběkur           |                   |
| Jelení vrch                   | 522,7               | 49°38′30″ s. š., 13°22′28″ v. d. | Radyňská pahorkatina     | jihozápadně od Čižic               |                   |
| Jetelový vrch                 | 381,0               | 49°41′ s. š., 13°10′46″ v. d.    | Plzeňská kotlina         | severně od Hoříkovic               |                   |
| Jezevčí skála                 | 608,6               | 49°32′13″ s. š., 13°29′8″ v. d.  | Radyňská pahorkatina     | jižně od Bzí                       |                   |
| Jindřín                       | 535,3               | 49°32′45″ s. š., 13°23′9″ v. d.  | Radyňská pahorkatina     | jihozápadně od Dolců               |                   |
| Jonáková                      | 462,0               | 49°35′19″ s. š., 13°31′8″ v. d.  | Radyňská pahorkatina     | východně od Seče                   |                   |
| Kačerovka                     | 529,2               | 49°27′15″ s. š., 13°45′53″ v. d. | Horažďovická pahorkatina | jihovýchodně od Kasejovic          |                   |
| Kámen                         | 576,8               | 49°31′41″ s. š., 13°34′38″ v. d. | Radyňská pahorkatina     | severozápadně od Srb               | [ 3 ]             |
| Kamenná hora                  | 506,6               | 49°33′49″ s. š., 13°7′5″ v. d.   | Merklínská pahorkatina   | jihovýchodně od Horní Kamenice     |                   |
| Kamensko                      | 505,9               | 49°36′48″ s. š., 13°33′15″ v. d. | Radyňská pahorkatina     | severozápadně od Štítova           | [ 2 ] [ 1 ]       |
| Kamínek                       | 368                 | 49°39′49″ s. š., 13°16′44″ v. d. | Plzeňská kotlina         | severozápadně od Dobřan            | [ 2 ]             |
| Karlov                        | 539,9               | 49°35′43″ s. š., 13°35′11″ v. d. | Radyňská pahorkatina     | jižně od Karlova                   |                   |
| Kazovice                      | 510                 | 49°29′46″ s. š., 13°38′48″ v. d. | Nepomucká vrchovina      | severozápadně od Čmelínů           | [ 1 ] [ 3 ]       |
| Klesinka                      | 587                 | 49°32′36″ s. š., 13°25′33″ v. d. | Radyňská pahorkatina     | západně od Kbelnice                |                   |
| Kluk                          | 465,4               | 49°39′27″ s. š., 13°21′26″ v. d. | Radyňská pahorkatina     | jihozápadně od Robčic              |                   |
| Kněžská hora                  | 591,0               | 49°26′44″ s. š., 13°42′27″ v. d. | Nepomucká vrchovina      | severozápadně od Řesanic           |                   |
| Knižská skála (Knížská skála) | 564,7               | 49°35′13″ s. š., 13°25′55″ v. d. | Radyňská pahorkatina     | severovýchodně od Řenčí            |                   |
| Kobylnice                     | 493,5               | 49°31′39″ s. š., 13°15′15″ v. d. | Merklínská pahorkatina   | jižně od Roupova                   |                   |
| Kohout                        | 622,4               | 49°30′6″ s. š., 13°43′13″ v. d.  | Nepomucká vrchovina      | jihovýchodně od Budislavic         |                   |
| Kohouty                       | 483,6               | 49°38′55″ s. š., 13°33′18″ v. d. | Radyňská pahorkatina     | severozápadně od Milínova          |                   |
| Kokšín                        | 684,4               | 49°35′59″ s. š., 13°40′40″ v. d. | Brdy                     | jihozápadně od Planin              |                   |
| Kopec                         | 567                 | 49°31′19″ s. š., 13°31′9″ v. d.  | Radyňská pahorkatina     | východně od Jarova                 | [ 3 ] [ 2 ]       |
| Koralka (Korálka)             | 624,2               | 49°34′43″ s. š., 13°40′14″ v. d. | Radyňská pahorkatina     | západně od Nových Mitrovic         | [ 2 ]             |
| Korytník                      | 559,7               | 49°32′7″ s. š., 13°40′9″ v. d.   | Radyňská pahorkatina     | východně od Zahrádky               |                   |
| Kovětín                       | 627,2               | 49°25′58″ s. š., 13°39′54″ v. d. | Nepomucká vrchovina      | jihozápadně od Oselců              |                   |
| Kozedře (Kozdeří)             | 517,3               | 49°25′47″ s. š., 13°46′9″ v. d.  | Horažďovická pahorkatina | severovýchodně od Zahorčiček       | [ 1 ] [ 2 ]       |
| Kozí kámen                    | 490                 | 49°38′26″ s. š., 13°22′57″ v. d. | Radyňská pahorkatina     | jihozápadně od Čižic               | [ 2 ]             |
| Kozlice                       | 413,6               | 49°36′12″ s. š., 13°16′33″ v. d. | Plzeňská kotlina         | východně od Dnešic                 |                   |
| Kožich                        | 583,8               | 49°34′16″ s. š., 13°26′35″ v. d. | Radyňská pahorkatina     | severovýchodně od Libákovic        |                   |
| Královic vršek                | 487,3               | 49°27′54″ s. š., 13°34′33″ v. d. | Nepomucká vrchovina      | západně od Kozlovic                |                   |
| Krůtí hora                    | 403,0               | 49°39′23″ s. š., 13°9′36″ v. d.  | Plzeňská kotlina         | severně od Stodu                   |                   |
| Křížový vrch                  | 487,0               | 49°37′19″ s. š., 13°12′47″ v. d. | Merklínská pahorkatina   | západně od Černotína               |                   |
| Kvíčová                       | 466,1               | 49°34′29″ s. š., 13°12′20″ v. d. | Merklínská pahorkatina   | severovýchodně od Merklína         |                   |
| Ledvina                       | 587,4               | 49°28′35″ s. š., 13°28′23″ v. d. | Radyňská pahorkatina     | jihozápadně od Žinkov              |                   |
| Lipový vrch                   | 433,3               | 49°32′54″ s. š., 13°11′21″ v. d. | Merklínská pahorkatina   | východně od Kloušova               |                   |
| Líšinský kopec                | 392,4               | 49°36′40″ s. š., 13°10′18″ v. d. | Merklínská pahorkatina   | severně od Líšiny                  |                   |
| Lopata                        | 451,8               | 49°40′1″ s. š., 13°33′37″ v. d.  | Radyňská pahorkatina     | severně od Milínova                |                   |
| Loupensko                     | 568,0               | 49°31′22″ s. š., 13°20′54″ v. d. | Radyňská pahorkatina     | jihovýchodně od Zelené             |                   |
| Luh                           | 563,5               | 49°30′10″ s. š., 13°23′20″ v. d. | Radyňská pahorkatina     | severovýchodně od Nové Vsi         |                   |
| Lužanská hora                 | 500,3               | 49°32′5″ s. š., 13°19′32″ v. d.  | Radyňská pahorkatina     | severovýchodně od Nezdic           |                   |
| Makový vrch                   | 480,0               | 49°34′59″ s. š., 13°6′44″ v. d.  | Merklínská pahorkatina   | jihovýchodně od Holýšova           |                   |
| Maňourův vršek                | 427,6               | 49°32′35″ s. š., 13°15′15″ v. d. | Merklínská pahorkatina   | severně od Roupova                 |                   |
| Maštýř                        | 661,6               | 49°33′19″ s. š., 13°39′11″ v. d. | Radyňská pahorkatina     | jihovýchodně od Přešína            |                   |
| Merklínská hůrka              | 477,2               | 49°33′55″ s. š., 13°12′33″ v. d. | Merklínská pahorkatina   | severovýchodně od Merklína         |                   |
| Michalice (Holý vrch)         | 480,6               | 49°32′3″ s. š., 13°15′51″ v. d.  | Merklínská pahorkatina   | severovýchodně od Roupova          | [ 1 ] [ 2 ] [ 3 ] |
| Mířovice                      | 417,2               | 49°39′24″ s. š., 13°5′24″ v. d.  | Stříbrská pahorkatina    | severovýchodně od Mířovic          |                   |
| Morávek                       | 522,0               | 49°31′12″ s. š., 13°39′32″ v. d. | Nepomucká vrchovina      | na jižním okraji Čečovic           |                   |
| Na Americe                    | 537,9               | 49°25′43″ s. š., 13°45′16″ v. d. | Horažďovická pahorkatina | severozápadně od Zahorčiček        |                   |
| Na Babě                       | 416,4               | 49°36′33″ s. š., 13°31′54″ v. d. | Radyňská pahorkatina     | východně od Zdemyslic              |                   |
| Na Balkáně                    | 648,6               | 49°26′12″ s. š., 13°32′47″ v. d. | Nepomucká vrchovina      | západně od Polánky                 |                   |
| Na Čeřenci                    | 448,7               | 49°34′23″ s. š., 13°17′14″ v. d. | Merklínská pahorkatina   | jihovýchodně od Oplotu             |                   |
| Na Drahách                    | 414,2               | 49°38′4″ s. š., 13°5′57″ v. d.   | Stříbrská pahorkatina    | jižně od Lisova                    |                   |
| Na Homolce                    | 492,4               | 49°35′59″ s. š., 13°23′6″ v. d.  | Radyňská pahorkatina     | východně od Krasavců               |                   |
| Na Homoli                     | 568,4               | 49°26′33″ s. š., 13°40′59″ v. d. | Nepomucká vrchovina      | severovýchodně od Oselců           |                   |
| Na Hůrce                      | 531,8               | 49°26′26″ s. š., 13°37′10″ v. d. | Nepomucká vrchovina      | severozápadně od Nekvasov          |                   |
| Na Hůrce                      | 403,2               | 49°33′46″ s. š., 13°17′51″ v. d. | Radyňská pahorkatina     | na severním okraji Skočic          |                   |
| Na Klekání                    | 527,9               | 49°27′16″ s. š., 13°34′44″ v. d. | Nepomucká vrchovina      | severně od Kramolína               |                   |
| Na Kopaninách                 | 574,2               | 49°28′26″ s. š., 13°41′29″ v. d. | Nepomucká vrchovina      | severovýchodně od Životic          |                   |
| Na Kramolště                  | 511                 | 49°27′33″ s. š., 13°34′41″ v. d. | Nepomucká vrchovina      | jižně od Kozlovic                  | [ 3 ]             |
| Na Kyhynkách (Na Kahynkách)   | 553,0               | 49°30′15″ s. š., 13°39′51″ v. d. | Nepomucká vrchovina      | západně od Liškova                 | [ 1 ] [ 2 ]       |
| Na Pahorkách                  | 512,2               | 49°26′50″ s. š., 13°31′40″ v. d. | Nepomucká vrchovina      | severovýchodně od Neuraz           |                   |
| Na Poštovním vršku            | 382,7               | 49°37′26″ s. š., 13°8′44″ v. d.  | Merklínská pahorkatina   | jihovýchodně od Střelic            |                   |
| Na Předních lesíkách          | 378,8               | 49°36′57″ s. š., 13°21′53″ v. d. | Radyňská pahorkatina     | východně od Lišic                  |                   |
| Na Skále                      | 662,6               | 49°32′12″ s. š., 13°42′47″ v. d. | Radyňská pahorkatina     | západně od Radošic                 |                   |
| Na Skále                      | 672,9               | 49°33′42″ s. š., 13°40′4″ v. d.  | Radyňská pahorkatina     | západně od Železného Újezdu        |                   |
| Na Skalici                    | 560,9               | 49°29′54″ s. š., 13°32′46″ v. d. | Radyňská pahorkatina     | jižně od Prádla                    |                   |
| Na Starcích                   | 521,5               | 49°30′17″ s. š., 13°31′6″ v. d.  | Radyňská pahorkatina     | severovýchodně od Kokořova         |                   |
| Na Škále (Na Skále)           | 571,9               | 49°25′52″ s. š., 13°33′52″ v. d. | Nepomucká vrchovina      | jihovýchodně od Polánky            | [ 1 ] [ 2 ]       |
| Na Vartě                      | 455,6               | 49°27′50″ s. š., 13°37′11″ v. d. | Nepomucká vrchovina      | severně od Záhoří                  |                   |
| Na Vrchu                      | 523,6               | 49°27′24″ s. š., 13°38′23″ v. d. | Nepomucká vrchovina      | jihozápadně od Bezděkovce          |                   |
| Na Vrchu                      | 531,2               | 49°26′9″ s. š., 13°45′35″ v. d.  | Horažďovická pahorkatina | jihovýchodně od Hradiště           |                   |
| Na Vrchu                      | 370,0               | 49°37′47″ s. š., 13°8′29″ v. d.  | Merklínská pahorkatina   | východně od Střelic                |                   |
| Na Vršku                      | 480,5               | 49°29′16″ s. š., 13°35′54″ v. d. | Nepomucká vrchovina      | východně od Nepomuku               |                   |
| Nad Lomem                     | 368                 | 49°38′51″ s. š., 13°11′24″ v. d. | Plzeňská kotlina         | jihozápadně od Chotěšova           | [ 2 ]             |
| Nad Kravařkou                 | 451,8               | 49°34′15″ s. š., 13°9′36″ v. d.  | Merklínská pahorkatina   | severozápadně od Merklína          |                   |
| Nad Marastkem                 | 805,4               | 49°35′35″ s. š., 13°43′43″ v. d. | Brdy                     | jižně od Míšova                    |                   |
| Nad Skalkou                   | 452                 | 49°35′36″ s. š., 13°1′13″ v. d.  | Stříbrská pahorkatina    | severně od Čečovic                 | [ 2 ]             |
| Nad Spáleništěm               | 481,9               | 49°34′29″ s. š., 13°7′50″ v. d.  | Merklínská pahorkatina   | východně od Horní Kamenice         | [ 2 ]             |
| Nevěrná                       | 571,2               | 49°31′54″ s. š., 13°24′43″ v. d. | Radyňská pahorkatina     | jihovýchodně od Újezdu             |                   |
| Oběšený                       | 525,7               | 49°34′4″ s. š., 13°34′20″ v. d.  | Radyňská pahorkatina     | severovýchodně od Smederova        |                   |
| Obrovo hradiště               | 548,7               | 49°28′32″ s. š., 13°30′33″ v. d. | Nepomucká vrchovina      | jihovýchodně od Žinkov             |                   |
| Okrouhlík                     | 521,8               | 49°24′34″ s. š., 13°45′19″ v. d. | Horažďovická pahorkatina | jihovýchodně od Bezděkova          |                   |
| Ostrá                         | 599,6               | 49°26′40″ s. š., 13°34′ v. d.    | Nepomucká vrchovina      | západně od Kramolína               |                   |
| Pahorek                       | 549,4               | 49°36′3″ s. š., 13°28′16″ v. d.  | Radyňská pahorkatina     | jihozápadně od Chlumu              |                   |
| Paní hora                     | 484,2               | 49°34′25″ s. š., 13°13′17″ v. d. | Merklínská pahorkatina   | západně od Soběkur                 |                   |
| Panský vršek                  | 542,5               | 49°28′27″ s. š., 13°32′6″ v. d.  | Nepomucká vrchovina      | severně od Nové Vsi u Nepomuka     |                   |
| Planinka (Planina)            | 628,5               | 49°29′24″ s. š., 13°43′15″ v. d. | Nepomucká vrchovina      | severozápadně od Chloumku          | [ 1 ] [ 3 ]       |
| Plátěná hora                  | 560,0               | 49°28′2″ s. š., 13°31′16″ v. d.  | Nepomucká vrchovina      | západně od Nové Vsi u Nepomuka     |                   |
| Plzenčice (Plzeňčice)         | 551,0               | 49°30′50″ s. š., 13°40′20″ v. d. | Nepomucká vrchovina      | jihozápadně od Měrčína             | [ 1 ] [ 2 ]       |
| Pod Kamenem (Pod Kamením)     | 688,0               | 49°33′43″ s. š., 13°42′52″ v. d. | Brdy                     | severovýchodně od Chynína          | [ 1 ] [ 3 ]       |
| Poštovní vrch                 | 407,7               | 49°36′57″ s. š., 13°7′35″ v. d.  | Merklínská pahorkatina   | jižně od Střelic                   | [ 2 ] [ 3 ]       |
| Poudřim (Pouzdřím)            | 552,2               | 49°29′11″ s. š., 13°30′10″ v. d. | Radyňská pahorkatina     | východně od Žinkov                 | [ 1 ] [ 2 ]       |
| Pramný                        | 516,4               | 49°38′35″ s. š., 13°34′46″ v. d. | Radyňská pahorkatina     | východně od Milínova               |                   |
| Prašivý vrch                  | 478,6               | 49°34′24″ s. š., 13°12′23″ v. d. | Merklínská pahorkatina   | severovýchodně od Merklína         |                   |
| Průhon                        | 503,4               | 49°37′56″ s. š., 13°26′30″ v. d. | Radyňská pahorkatina     | východně od Nebílov                |                   |
| Ptenínská hora                | 491,4               | 49°31′2″ s. š., 13°10′47″ v. d.  | Merklínská pahorkatina   | západně od Újezdce                 |                   |
| Radlice                       | 473,4               | 49°33′37″ s. š., 13°14′54″ v. d. | Merklínská pahorkatina   | západně od Horušan                 |                   |
| Rampich                       | 505,9               | 49°30′20″ s. š., 13°27′8″ v. d.  | Radyňská pahorkatina     | severovýchodně od Skašova          |                   |
| Rampich                       | 592,1               | 49°30′20″ s. š., 13°27′8″ v. d.  | Radyňská pahorkatina     | jihovýchodně od Skašova            | [ 1 ] [ 2 ] [ 4 ] |
| Rohatá skála                  | 440,1               | 49°35′33″ s. š., 13°31′14″ v. d. | Radyňská pahorkatina     | severozápadně od Blovic            |                   |
| Řipec (Řípec)                 | 440,2               | 49°32′58″ s. š., 13°18′14″ v. d. | Merklínská pahorkatina   | západně od Lužan                   | [ 2 ]             |
| Sejcová                       | 560                 | 49°38′22″ s. š., 13°38′22″ v. d. | Radyňská pahorkatina     | severozápadně od Lučiště           | [ 2 ]             |
| Skalka                        | 483,6               | 49°31′18″ s. š., 13°19′14″ v. d. | Radyňská pahorkatina     | jižně od Nezdic                    |                   |
| Skalka                        | 576,8               | 49°28′21″ s. š., 13°39′47″ v. d. | Nepomucká vrchovina      | západně od Podhůří                 |                   |
| Skočická mýť                  | 505,8               | 49°33′24″ s. š., 13°16′21″ v. d. | Merklínská pahorkatina   | západně od Skočic                  |                   |
| Skočický holý vrch            | 420,3               | 49°33′12″ s. š., 13°18′18″ v. d. | Merklínská pahorkatina   | jihovýchodně od Skočic             |                   |
| Slepičí vrch                  | 371,1               | 49°37′38″ s. š., 13°14′35″ v. d. | Plzeňská kotlina         | severně od Černotína               |                   |
| Slepičí vrch                  | 426,1               | 49°35′42″ s. š., 13°12′36″ v. d. | Merklínská pahorkatina   | jihozápadně od Dolních Lažan       |                   |
| Smrčí                         | 477,7               | 49°31′45″ s. š., 13°9′14″ v. d.  | Merklínská pahorkatina   | jižně od Bukové                    |                   |
| Spáleniště                    | 479,1               | 49°31′11″ s. š., 13°12′36″ v. d. | Merklínská pahorkatina   | severovýchodně od Újezdce          |                   |
| Srní vrch (Srnčí vrch)        | 534,6               | 49°32′24″ s. š., 13°11′5″ v. d.  | Merklínská pahorkatina   | jihovýchodně od Kloušova           | [ 2 ] [ 3 ]       |
| Stará hora                    | 665,1               | 49°38′3″ s. š., 13°42′50″ v. d.  | Brdy                     | západně od Hořic                   |                   |
| Stará pec                     | 589,1               | 49°29′57″ s. š., 13°24′47″ v. d. | Radyňská pahorkatina     | jihozápadně od Skašova             |                   |
| Stehlík                       | 455,6               | 49°28′48″ s. š., 13°33′48″ v. d. | Nepomucká vrchovina      | jihozápadně od Nepomuku            |                   |
| Stráž                         | 622                 | 49°31′40″ s. š., 13°44′7″ v. d.  | Radyňská pahorkatina     | jihovýchodně od Radošic            | [ 1 ] [ 3 ]       |
| Střížov                       | 522,0               | 49°34′32″ s. š., 13°22′12″ v. d. | Radyňská pahorkatina     | severně od Kucín                   |                   |
| Suchý vrch                    | 518,3               | 49°28′48″ s. š., 13°32′19″ v. d. | Nepomucká vrchovina      | severně od Nové Vsi u Nepomuka     |                   |
| Suš                           | 525,1               | 49°33′28″ s. š., 13°29′35″ v. d. | Radyňská pahorkatina     | východně od Drahkova               |                   |
| Sváreč                        | 494,6               | 49°38′8″ s. š., 13°34′1″ v. d.   | Radyňská pahorkatina     | jižně od Milínova                  |                   |
| Sviňákovec                    | 535,4               | 49°31′32″ s. š., 13°39′55″ v. d. | Radyňská pahorkatina     | severovýchodně od Čečovic          |                   |
| Šibenice                      | 514,7               | 49°28′34″ s. š., 13°34′53″ v. d. | Nepomucká vrchovina      | jižně od Nepomuku                  |                   |
| Šibeniční vrch                | 380,0               | 49°37′54″ s. š., 13°10′29″ v. d. | Merklínská pahorkatina   | na jihovýchodním okraji Stodu      |                   |
| Šlovický vrch                 | 431                 | 49°39′58″ s. š., 13°19′17″ v. d. | Radyňská pahorkatina     | severovýchodně od Dobřan           | [ 2 ]             |
| Špičák                        | 420,6               | 49°36′54″ s. š., 13°10′44″ v. d. | Merklínská pahorkatina   | jihovýchodně od Lelova             |                   |
| Štědrý                        | 667,9               | 49°30′38″ s. š., 13°39′14″ v. d. | Nepomucká vrchovina      | jihozápadně od Čečovic             |                   |
| Štěnovický vrch               | 458                 | 49°39′57″ s. š., 13°24′49″ v. d. | Radyňská pahorkatina     | jihovýchodně od Štěnovic           | [ 2 ]             |
| Těňovická skála               | 579,6               | 49°37′59″ s. š., 13°38′ v. d.    | Radyňská pahorkatina     | západně od Lučiště                 |                   |
| Ticholovec                    | 483,0               | 49°33′51″ s. š., 13°21′27″ v. d. | Radyňská pahorkatina     | severovýchodně od Příchovic        |                   |
| Tisovík (Tisovník)            | 627,4               | 49°26′40″ s. š., 13°38′47″ v. d. | Nepomucká vrchovina      | severovýchodně od Chlumů           | [ 2 ]             |
| Tlustá hora                   | 476,5               | 49°37′38″ s. š., 13°22′45″ v. d. | Radyňská pahorkatina     | západně od Předenic                |                   |
| Trný                          | 516,2               | 49°36′9″ s. š., 13°7′40″ v. d.   | Merklínská pahorkatina   | severovýchodně od Holýšova         |                   |
| Trokavecká skála              | 706,3               | 49°38′33″ s. š., 13°42′58″ v. d. | Brdy                     | jihovýchodně od Trokavce           |                   |
| Tříkopec                      | 402,7               | 49°41′9″ s. š., 13°7′49″ v. d.   | Plzeňská kotlina         | jižně od Přehýšova                 |                   |
| U Kamene                      | 513,0               | 49°27′54″ s. š., 13°35′30″ v. d. | Nepomucká vrchovina      | východně od Kozlovic               |                   |
| U Školky                      | 428,9               | 49°35′18″ s. š., 13°12′26″ v. d. | Merklínská pahorkatina   | východně od Chalup                 |                   |
| U Záluží                      | 401,8               | 49°40′3″ s. š., 13°7′33″ v. d.   | Plzeňská kotlina         | severovýchodně od Vsi Touškova     | [ 2 ]             |
| V Americe                     | 445,0               | 49°35′41″ s. š., 13°11′59″ v. d. | Merklínská pahorkatina   | severovýchodně od Chalup           |                   |
| V Keslu                       | 570,6               | 49°32′29″ s. š., 13°36′45″ v. d. | Radyňská pahorkatina     | jižně od Louňové                   |                   |
| V Korunách                    | 566                 | 49°29′31″ s. š., 13°28′37″ v. d. | Radyňská pahorkatina     | severozápadně od Žinkov            | [ 1 ] [ 2 ]       |
| V Křenči                      | 559,4               | 49°26′56″ s. š., 13°44′42″ v. d. | Horažďovická pahorkatina | východně od Kasejovic              |                   |
| Varta                         | 432,4               | 49°38′23″ s. š., 13°32′16″ v. d. | Radyňská pahorkatina     | severovýchodně od Žákavy           |                   |
| Ve Vrší (Ve Vrších)           | 424,2               | 49°37′11″ s. š., 13°18′41″ v. d. | Radyňská pahorkatina     | severozápadně od Horní Lukavice    | [ 2 ]             |
| Ve Vrchu                      | 597,2               | 49°30′24″ s. š., 13°40′51″ v. d. | Nepomucká vrchovina      | severovýchodně od Liškova          |                   |
| Ve Vrchu                      | 549,3               | 49°27′13″ s. š., 13°37′12″ v. d. | Nepomucká vrchovina      | jižně od Záhoří                    |                   |
| Velká skála                   | 580,0               | 49°32′29″ s. š., 13°28′58″ v. d. | Radyňská pahorkatina     | jihozápadně od Bzí                 |                   |
| Věží vrch                     | 576,2               | 49°29′19″ s. š., 13°40′30″ v. d. | Nepomucká vrchovina      | východně od Vísky                  |                   |
| Vinice                        | 403,3               | 49°38′42″ s. š., 13°7′27″ v. d.  | Stříbrská pahorkatina    | severně od Hradce                  |                   |
| Vinný vrch                    | 547,0               | 49°26′18″ s. š., 13°37′36″ v. d. | Nepomucká vrchovina      | severně od Nekvasov                |                   |
| Vlčí pahorek                  | 526,3               | 49°29′18″ s. š., 13°44′5″ v. d.  | Nepomucká vrchovina      | severovýchodně od Chloumku         |                   |
| Volský vrch                   | 362,5               | 49°41′32″ s. š., 13°18′11″ v. d. | Plzeňská kotlina         | severovýchodně od Nové Vsi         |                   |
| Vrabina                       | 390,5               | 49°36′38″ s. š., 13°13′52″ v. d. | Merklínská pahorkatina   | jihozápadně od Černotína           |                   |
| Vráž                          | 544,8               | 49°24′59″ s. š., 13°44′48″ v. d. | Horažďovická pahorkatina | východně od Bezděkova              |                   |
| Vrchy                         | 533,8               | 49°33′57″ s. š., 13°35′51″ v. d. | Radyňská pahorkatina     | severozápadně od Louňové           |                   |
| Vršek                         | 471,5               | 49°32′34″ s. š., 13°16′ v. d.    | Merklínská pahorkatina   | západně od Dlouhé Louky            |                   |
| Vršek                         | 484                 | 49°31′56″ s. š., 13°10′37″ v. d. | Merklínská pahorkatina   | západně od Ptenína                 | [ 1 ] [ 3 ]       |
| Vusenice                      | 636,1               | 49°32′ s. š., 13°41′13″ v. d.    | Radyňská pahorkatina     | jižně od Čížkova                   |                   |
| Výchoz                        | 414,5               | 49°37′27″ s. š., 13°7′12″ v. d.  | Merklínská pahorkatina   | jihozápadně od Střelic             |                   |
| Vysoká                        | 518,6               | 49°38′43″ s. š., 13°22′29″ v. d. | Radyňská pahorkatina     | západně od Čižic                   |                   |
| Zálesí                        | 520,8               | 49°28′12″ s. š., 13°29′35″ v. d. | Nepomucká vrchovina      | severovýchodně od Čepince          |                   |
| Zelená hora                   | 531,9               | 49°29′47″ s. š., 13°34′52″ v. d. | Nepomucká vrchovina      | severně od Nepomuku                |                   |
| Zelená skála                  | 537                 | 49°32′58″ s. š., 13°32′12″ v. d. | Radyňská pahorkatina     | od Chocenic                        | [ 1 ] [ 3 ]       |
| Zlín                          | 395,6               | 49°36′26″ s. š., 13°21′55″ v. d. | Radyňská pahorkatina     | jihovýchodně od Lišic              |                   |